# Алексєєва Тетяна Іванівна
Тетяна Іванівна Алексєєва (7 грудня 1928, Казань — 22 червня 2007, Москва) — російський антрополог, академік РАН, доктор історичних наук, професор, заслужений науковий співробітник МДУ. Головний науковий співробітник Інституту археології РАН, керівник дослідженнями в галузі фізичної антропології та екології людини в НДІ і Музеї антропології МГУ, Голова Музейної Ради РАН. Голова Російського відділення Європейської асоціації антропологів. Член Всесвітньої Асоціації біологів Людини і так далі.
Член редакційних рад журналів «Російська археологія», «Питання антропології», "Opus. Міждисциплінарні дослідження в археології ".

## Віхи біографії
- У 1951 році Т. І. Алексєєва закінчила кафедру антропології біологічного факультету Московського державного університету.

Викладала на кафедрі антропології біологічного факультету МГУ.
- У 1969 році — захистила докторську дисертацію за темою «Антропологічний склад східнослов'янських народів і проблеми їх походження».
- 7 грудня 1991 була обрана членом-кореспондентом РАН в секцію гуманітарних і суспільних наук за спеціальністю «Історія Росії».
- 26 травня 2000 була обрана академіком РАН.
- Нагороджена орденом Дружби[2]

Чоловік, видатний антрополог В. П. Алексєєв.

## Основні наукові досягнення
Внесла великий внесок у сучасну антропологію. Висунула гіпотезу формування «адаптивних типів» як норми спадково закріпленою біологічної реакції на вплив середовища проживання, яка виникає на ранніх стадіях освоєння людиною ойкумени і виявляється в різні періоди історії людства аж до сучасності. Організатор і керівник безлічі антропологічних експедицій, що охоплюють майже всю територію колишнього СРСР, Монголію і так далі.
Встановила, що населення культури дзвоноподібних келихів відповідало слов'янському антропологічному типу.
У своїй фундаментальній праці «Етногенез східнослов'янських народів за даними антропології» (1973) підсумувала дослідження багатьох поколінь науковців у галузі антропології східних слов'ян.
Відкинула компартійно-шовіністичні ідеологічні штампи про антропологічну однорідність «трьох братніх східнослов'янських народів», які, за офіційною радянською доктриною, походять від єдиної давньоруської народності. Алексєєва наголосила на значному впливі фінського субстрату у формуванні антропологічного складу російського народу, зазначивши, що росіяни та білоруси належать до північних європеоїдів, тоді як українці — до південних.
Погоджувалася з висновками українського антрополога Хведора Вовка щодо переважання в Україні брахікефального, темнопігментованого, високорослого антропологічного типу, який Алексєєва назвала «підніпровським», підкреслюючи його характерність для більшості українців та відсутність серед інших східнослов'янських народів.
Виявила близькість давньоруського і навіть сучасного придніпровського населення народам приальпійської зони: Угорщини, Австрії, Швейцарії, Північній Італії, Південній Німеччині, півночі Балкан.

## Публікації
Автор і співавтор понад 250 наукових праць та монографій з проблем етнічної антропології народів Східної Європи, адаптації людини до різних екологічних нішах Землі, історичної антропоекології, у тому числі:
1. Походження та етнічна історія російського народу // Праці Ін-ту етнографії АН СРСР. М., 1965 (У співавторстві з Бунаком В. В.)
2. Етногенез східних слов'ян за даними антропології. М.: МГУ, 1973.
3. Географічна середу і біологія людини. М.: Думка, 1977.
4. Адаптивні процеси в популяціях людини. М.: МГУ, 1986.
5. Неоліт лісової смуги Східної Європи (антропологія Сахтишскіх стоянок). Ред. Т. І. Алексєєва. М.: Науковий Світ, 1997. 191 с. (Відповідальний редактор і автор 4 розділів)
6. Східні слов'яни. Антропологія та етнічна історія. Ред. Т. І. Алексєєва. М.: Науковий Світ, 1999. 336 с. (Відповідальний редактор і автор 4 розділів)
7. Адаптація людини в різних екологічних нішах Землі (біологічні аспекти). М.: МНЕПУ, 1998. 280 с.